# William Frischkorn
William Frischkorn (Charlottesville, 10 juni 1981) is een Amerikaans voormalig wielrenner.

## Belangrijkste overwinningen
2003
- Boulder-Roubaix
- 3e etappe en eindklassement Tour de Delta,

2004
- Koppenberg USA
- 1e, 3e etappe en eindklassement Colorado Cyclist Classic

2005
- Proloog Tour de la Martinique

2006
- Amerikaans kampioen, Baan, Ploegenachtervolging

2007
- 1e etappe deel a Tour of the Bahamas
- Univest Grand Prix

2009
- 1e etappe Ronde van Qatar (Ploegentijdrit met Bradley Wiggins, Hans Dekkers, Martijn Maaskant, Kilian Patour, Michael Friedman, Huub Duyn, Ricardo van der Velde)

## Resultaten in voornaamste wedstrijden
| Jaar | Ronde van Italië | Ronde van Frankrijk | Ronde van Spanje |
| ---- | ---------------- | ------------------- | ---------------- |
| 2008 |                  | 133e                |                  |
| 2009 |                  |                     |                  |

| Jaar | Milaan-San Remo |
| ---- | --------------- |
| 2008 | 124e            |
| 2009 | 64e             |